# Son homme
Pour plus de détails, voir Fiche technique et Distribution.
Son homme (Her Man) est un film américain de Tay Garnett, sorti en 1930.

## Synopsis
Le scénario du film est inspiré par les paroles de la chanson Frankie and Johnny, elle-même tirée de l'histoire vraie de Frankie Baker, qui tua son amant Allen Britt le à Saint-Louis, au Missouri, le 15 octobre 1899.

## Fiche technique
- Titre français : Son homme
- Titre original : Her Man
- Réalisation : Tay Garnett
- Scénario : Tom Buckingham d'après une histoire de Tay Garnett et Howard Higgin
- Musique : Josiah Zuro (non crédité)
- Photographie : Edward Snyder
- Montage : Joseph Kane et Doane Harrison (non crédité)
- Direction artistique : Carroll Clark
- Costumes : Gwen Wakeling
- Société de production et de distribution : Pathé Exchange
- Production : E.B. Derr
- Pays de production : États-Unis
- Format : Noir et blanc - 35 mm - 1,20:1 - Son : Mono (RCA Photophone System)
- Genre : Drame
- Durée : 85 minutes
- Date de sortie :
  - États-Unis : 21 septembre 1930

## Distribution
- Helen Twelvetrees : Frankie Keefe
- Phillips Holmes : Dan Keefe
- Marjorie Rambeau : Annie
- James Gleason : Steve
- Ricardo Cortez : Johnnie
- Harry Sweet : Eddie
- Slim Summerville : Le suédois
- Thelma Todd : Nelly
- Franklin Pangborn : Sport
- Stanley Fields : Al
- Matthew Betz : Red
- Mike Donlin : Barman
- Frank Hagney : Hank